# Ergong (sockenhuvudort i Kina, Xinjiang Uygur Zizhiqu, lat 43,85, long 87,57)
Ergong är en sockenhuvudort i Kina. Den ligger i den autonoma regionen Xinjiang, i den nordvästra delen av landet, nära eller i regionhuvudstaden Ürümqi. Antalet invånare är 52 100. Befolkningen består av 25 455 kvinnor och 26 645 män. Barn under 15 år utgör 12,0 %, vuxna 15-64 år 80 %, och äldre över 65 år 6,0 %.
Runt Ergong är det ganska glesbefolkat, med 47 invånare per kvadratkilometer. Närmaste större samhälle är Ürümqi, 6,1 km söder om Ergong. Runt Ergong är det i huvudsak tätbebyggt.
Genomsnittlig årsnederbörd är 314 millimeter. Den regnigaste månaden är april, med i genomsnitt 46 mm nederbörd, och den torraste är januari, med 10 mm nederbörd.